# روبن بارتل
روبن بارتل هو لاعب هوكي جليد كندي، ولد في 16 مايو 1961 في Drake, Saskatchewan ‏ في كندا.

## وصلات خارجية
- روبن بارتل على موقع دوري الهوكي الوطني (الإنجليزية)
- روبن بارتل على موقع قاعة مشاهير الهوكي (لاعب أن.إتش.أل) (الإنجليزية)
- روبن بارتل على موقع EliteProspects.com (الإنجليزية)
- روبن بارتل على موقع HockeyDB.com (الإنجليزية)
- روبن بارتل على موقع Hockey-Reference.com (الإنجليزية)
- روبن بارتل على موقع أوليمبيديا (الإنجليزية)